# وليد حصوة
وليد حصوة ممثل سوري ولد 31 ديسمبر 1988م. شارك في العديد من الأعمال التلفزيونية منذ طفولته، وقدّم أوّل أدواره المعروفة بمسلسل "رجاها" 2005، المخرج عدنان إبراهيم.

## من أعماله
- 2017:عطر الشام(الأخرس نذير)
- 2014: طوق البنات
- 2012: الأميمي
- 2011: رجال العز
- 2014: باب الحارة 6
- 2008: أولاد القيمرية
- 2008: شركاء يتقاسمون الخراب
- 2005: رجاها
- 2006: الإنتصار